# Dél-Dakota kongresszusi delegációinak listája
Ez a lista az Amerikai Egyesült Államok Dél-Dakota államának szenátorait, illetve képviselőházi képviselőit sorolja föl.  1803-ban az Egyesült Államok megvásárolta a területet Bonaparte Napóleon Első Konzultól, és az új elnök, Thomas Jefferson egy expedíciót szervezett az új területek feltérképezésére (Lewis és Clark expedíciója). 1817-ben egy prémkereskedő megalapította az első állandó amerikai települést, a Fort Pierre-t (Pierre erőd). 1855-ben az Egyesült Államok hadserege megvásárolta az erődöt, de a következő évben magára hagyták azt (ahogyan délebbre a Randall erődöt is). A következő években gyorsan nőtt az európai települések száma, majd 1858-ban a sziúk az 1858-as egyezmény aláírásával átengedték a területet az Egyesült Államoknak.
Napjaink két legnagyobb települését, Sioux Falls-t és Yanktont telekspekulánsok alapították 1856-ban és 1859-ben. 1861-ben a kormány megalapította a Dakota területként ismert részt, ami a mai Észak-, és Dél-Dakotát, valamint Montana és Wyoming állam egyes területeit fedte le. Miután a transzamerikai vasútvonal keleti szárnya elérte Yankton városát, megnőtt az európai telepesek beáramlása, ami tovább fokozódott amikor egy George A. Custer által vezetett katonai expedíció 1874-ben aranyat talált a Black Hills-ben. Ennek következményeként született meg a Fort Laramie-i egyezmény (1868), melyben a sziúk átadták a még birtokukban lévő területeket a telepeseknek. Miután a sziúk megtagadták a Black Hills-beli bányászat jogát, háború tört ki köztük és az Egyesült Államok hadserege között (ugyanis a hadsereg nem bírta meggátolni a bányászok beözönlését a területre). Végül a sziúk vereséget szenvedtek, és csak pár településük maradt meg Észak- és Dél-Dakotában.
A térség Észak- és Dél-Dakotára való kettészakadását az egyre növekvő népesség okozta (mint Montana és Washington állam esetében). Az ezt megerősítő tárgyalások 1889. február 22-én kezdődtek Grover Cleveland vezetése alatt, akitől később Benjamin Harrison vette át a feladatot, aki 1889. november 2-án beléptette a két államot az unióba. Ez alapján Dél-Dakota lett az Egyesült Államok 40. tagállama.
A képviselőt két évente választják meg, a szenátorok közül az egyik a 2., a második pedig a 3. osztály tagja.

## Jelenlegi delegáció

### Képviselő
| Az USA 115. kongresszusa képviselőházi tagja | Az USA 115. kongresszusa képviselőházi tagja | Az USA 115. kongresszusa képviselőházi tagja | Az USA 115. kongresszusa képviselőházi tagja | Az USA 115. kongresszusa képviselőházi tagja | Az USA 115. kongresszusa képviselőházi tagja |
| Kép                                          | Képviselő                                    | Párt                                         | Körzet térképe                               | Hivatali idő kezdete                         | Képviselő születési éve                      |
| -------------------------------------------- | -------------------------------------------- | -------------------------------------------- | -------------------------------------------- | -------------------------------------------- | -------------------------------------------- |
|                                              | Kristi Noem                                  |                                              |                                              | 2011                                         | 1971                                         |

## Dél-Dakota korábbi szenátorai
| 1. osztály                          | Kongresszus                          | 3. osztály                          |
| ----------------------------------- | ------------------------------------ | ----------------------------------- |
| Richard F. Pettigrew (R)            | Az USA 51. kongresszusa (1889–1891)  | Gideon C. Moody (R)                 |
| Richard F. Pettigrew (R)            | Az USA 52. kongresszusa (1891–1893)  | James H. Kyle (Pop)                 |
| Richard F. Pettigrew (R)            | Az USA 53. kongresszusa (1893–1895)  | James H. Kyle (Pop)                 |
| Richard F. Pettigrew (R)            | Az USA 54. kongresszusa (1895–1897)  | James H. Kyle (Pop)                 |
| Richard F. Pettigrew (R)            | Az USA 55. kongresszusa (1897–1899)  | James H. Kyle (Pop)                 |
| Richard F. Pettigrew (R)            | Az USA 56. kongresszusa (1899–1901)  | James H. Kyle (Pop)                 |
| Robert J. Gamble (R)                | Az USA 57. kongresszusa (1901–1903)  | James H. Kyle (Pop)                 |
| Robert J. Gamble (R)                | Az USA 57. kongresszusa (1901–1903)  | Alfred B. Kittredge (R)             |
| Robert J. Gamble (R)                | Az USA 58. kongresszusa (1903–1905)  |                                     |
| Robert J. Gamble (R)                | Az USA 59. kongresszusa (1905–1907)  |                                     |
| Robert J. Gamble (R)                | Az USA 60. kongresszusa (1907–1909)  |                                     |
| Robert J. Gamble (R)                | Az USA 61. kongresszusa (1909–1911)  | Coe I. Crawford (R)                 |
| Robert J. Gamble (R)                | Az USA 62. kongresszusa (1911–1913)  | Coe I. Crawford (R)                 |
| Thomas Sterling (R)                 | Az USA 63. kongresszusa (1913–1915)  | Coe I. Crawford (R)                 |
| Thomas Sterling (R)                 | Az USA 64. kongresszusa (1915–1917)  | Edwin S. Johnson (D)                |
| Thomas Sterling (R)                 | Az USA 65. kongresszusa (1917–1919)  | Edwin S. Johnson (D)                |
| Thomas Sterling (R)                 | Az USA 66. kongresszusa (1919–1921)  | Edwin S. Johnson (D)                |
| Thomas Sterling (R)                 | Az USA 67. kongresszusa (1921–1923)  | Peter Norbeck (R)                   |
| Thomas Sterling (R)                 | Az USA 68. kongresszusa (1923–1925)  | Peter Norbeck (R)                   |
| William H. McMaster (R)             | Az USA 69. kongresszusa (1925–1927)  | Peter Norbeck (R)                   |
| William H. McMaster (R)             | Az USA 70. kongresszusa (1927–1929)  | Peter Norbeck (R)                   |
| William H. McMaster (R)             | Az USA 71. kongresszusa (1929–1931)  | Peter Norbeck (R)                   |
| William J. Bulow (D)                | Az USA 72. kongresszusa (1931–1933)  | Peter Norbeck (R)                   |
| William J. Bulow (D)                | Az USA 73. kongresszusa (1933–1935)  | Peter Norbeck (R)                   |
| William J. Bulow (D)                | Az USA 74. kongresszusa (1935–1937)  | Peter Norbeck (R)                   |
| William J. Bulow (D)                | Herbert E. Hitchcock (D)             |                                     |
| William J. Bulow (D)                | Az USA 75. kongresszusa (1937–1939)  |                                     |
| William J. Bulow (D)                | Gladys Pyle (R)                      |                                     |
| William J. Bulow (D)                | Az USA 76. kongresszusa (1939–1941)  | J. Chandler Gurney (R)              |
| William J. Bulow (D)                | Az USA 77. kongresszusa (1941–1943)  | J. Chandler Gurney (R)              |
| Harlan J. Bushfield (R)             | Az USA 78. kongresszusa (1943–1945)  | J. Chandler Gurney (R)              |
| Harlan J. Bushfield (R)             | Az USA 79. kongresszusa (1945–1947)  | J. Chandler Gurney (R)              |
| Harlan J. Bushfield (R)             | Az USA 80. kongresszusa (1947–1949)  | J. Chandler Gurney (R)              |
| Vera C. Bushfield (R)               |                                      | J. Chandler Gurney (R)              |
| Karl E. Mundt (R)                   |                                      | J. Chandler Gurney (R)              |
| Az USA 81. kongresszusa (1949–1951) |                                      | J. Chandler Gurney (R)              |
| Az USA 82. kongresszusa (1951–1953) | Francis H. Case (R)                  |                                     |
| Az USA 83. kongresszusa (1953–1955) | Francis H. Case (R)                  |                                     |
| Az USA 84. kongresszusa (1955–1957) | Francis H. Case (R)                  |                                     |
| Az USA 85. kongresszusa (1957–1959) | Francis H. Case (R)                  |                                     |
| Az USA 86. kongresszusa (1959–1961) | Francis H. Case (R)                  |                                     |
| Az USA 87. kongresszusa (1961–1963) | Francis H. Case (R)                  |                                     |
| Joseph H. Bottum (R)                |                                      |                                     |
| Az USA 88. kongresszusa (1963–1965) | George McGovern (D)                  |                                     |
| Az USA 89. kongresszusa (1965–1967) | George McGovern (D)                  |                                     |
| Az USA 90. kongresszusa (1967–1969) | George McGovern (D)                  |                                     |
| Az USA 91. kongresszusa (1969–1971) | George McGovern (D)                  |                                     |
| Az USA 92. kongresszusa (1971–1973) | George McGovern (D)                  |                                     |
| James G. Abourezk (D)               | George McGovern (D)                  | Az USA 93. kongresszusa (1973–1975) |
| James G. Abourezk (D)               | George McGovern (D)                  | Az USA 94. kongresszusa (1975–1977) |
| James G. Abourezk (D)               | George McGovern (D)                  | Az USA 95. kongresszusa (1977–1979) |
| Larry Pressler (R)                  | George McGovern (D)                  | Az USA 96. kongresszusa (1979–1981) |
| Larry Pressler (R)                  | Az USA 97. kongresszusa (1981–1983)  | James Abdnor (R)                    |
| Larry Pressler (R)                  | Az USA 98. kongresszusa (1983–1985)  | James Abdnor (R)                    |
| Larry Pressler (R)                  | Az USA 99. kongresszusa (1985–1987)  | James Abdnor (R)                    |
| Larry Pressler (R)                  | Az USA 100. kongresszusa (1987–1989) | Tom Daschle (D)                     |
| Larry Pressler (R)                  | Az USA 101. kongresszusa (1989–1991) | Tom Daschle (D)                     |
| Larry Pressler (R)                  | Az USA 102. kongresszusa (1991–1993) | Tom Daschle (D)                     |
| Larry Pressler (R)                  | Az USA 103. kongresszusa (1993–1995) | Tom Daschle (D)                     |
| Larry Pressler (R)                  | Az USA 104. kongresszusa (1995–1997) | Tom Daschle (D)                     |
| Tim Johnson (D)                     | Az USA 105. kongresszusa (1997–1999) | Tom Daschle (D)                     |
| Tim Johnson (D)                     | Az USA 106. kongresszusa (1999–2001) | Tom Daschle (D)                     |
| Tim Johnson (D)                     | Az USA 107. kongresszusa (2001–2003) | Tom Daschle (D)                     |
| Tim Johnson (D)                     | Az USA 108. kongresszusa (2003–2005) | Tom Daschle (D)                     |
| Tim Johnson (D)                     | Az USA 109. kongresszusa (2005–2007) | John Thune (R)                      |
| Tim Johnson (D)                     | Az USA 110. kongresszusa (2007–2009) | John Thune (R)                      |
| Tim Johnson (D)                     | Az USA 111. kongresszusa (2009–2011) | John Thune (R)                      |
| Tim Johnson (D)                     | Az USA 112. kongresszusa (2011–2013) | John Thune (R)                      |
| Tim Johnson (D)                     | Az USA 113. kongresszusa (2013–2015) | John Thune (R)                      |
| Mike Rounds (R)                     | Az USA 114. kongresszusa (2015–2017) | John Thune (R)                      |

## A képviselőház korábbi tagjai
| Kongresszus                          | Állami szinten                | Állami szinten           |                        |
| Kongresszus                          | 1. szék                       | 2. szék                  |                        |
| ------------------------------------ | ----------------------------- | ------------------------ | ---------------------- |
| Az USA 51. kongresszusa (1889–1891)  | John A. Pickler (R)           | Oscar S. Gifford (R)     |                        |
| Az USA. kongresszusa (1891–1893)     | John A. Pickler (R)           | John Rankin Gamble (R)   |                        |
| Az USA. kongresszusa (1891–1893)     | John A. Pickler (R)           | John L. Jolley (R)       |                        |
| Az USA 53. kongresszusa (1893–1895)  | John A. Pickler (R)           | William V. Lucas (R)     |                        |
| Az USA 54. kongresszusa (1895–1897)  | John A. Pickler (R)           | Robert J. Gamble (R)     |                        |
| Az USA 55. kongresszusa (1897–1899)  | John Edward Kelley (Pop)      | Freeman T. Knowles (Pop) |                        |
| Az USA 56. kongresszusa (1899–1901)  | Charles H. Burke (R)          | Robert J. Gamble (R)     |                        |
| Az USA 57. kongresszusa (1901–1903)  | Charles H. Burke (R)          | Eben W. Martin (R)       |                        |
| Az USA 58. kongresszusa (1903–1905)  | Charles H. Burke (R)          | Eben W. Martin (R)       |                        |
| Az USA 59. kongresszusa (1905–1907)  | Charles H. Burke (R)          | Eben W. Martin (R)       |                        |
| Az USA 60. kongresszusa (1907–1909)  | Philo Hall (R)                | William H. Parker (R)    |                        |
| Az USA 60. kongresszusa (1907–1909)  | Philo Hall (R)                | Eben W. Martin (R)       |                        |
| Az USA 61. kongresszusa (1909–1911)  | Charles H. Burke (R)          |                          |                        |
| Az USA 62. kongresszusa (1911–1913)  | Charles H. Burke (R)          |                          |                        |
| Az USA 63. kongresszusa (1913–1915)  | Körzet                        | Körzet                   | Körzet                 |
| Az USA 63. kongresszusa (1913–1915)  | 1.                            | 2.                       | 3.                     |
| Az USA 63. kongresszusa (1913–1915)  | Charles H. Dillon (R)         | Charles H. Burke (R)     | Eben W. Martin (R)     |
| Az USA 64. kongresszusa (1915–1917)  | Charles H. Dillon (R)         | Royal C. Johnson (R)     | Harry L. Gandy (D)     |
| Az USA 65. kongresszusa (1917–1919)  | Charles H. Dillon (R)         | Royal C. Johnson (R)     | Harry L. Gandy (D)     |
| Az USA 66. kongresszusa (1919–1921)  | Charles A. Christopherson (R) | Royal C. Johnson (R)     | Harry L. Gandy (D)     |
| Az USA 67. kongresszusa (1921–1923)  | Charles A. Christopherson (R) | Royal C. Johnson (R)     | William Williamson (R) |
| Az USA 68. kongresszusa (1923–1925)  | Charles A. Christopherson (R) | Royal C. Johnson (R)     | William Williamson (R) |
| Az USA 69. kongresszusa (1925–1927)  | Charles A. Christopherson (R) | Royal C. Johnson (R)     | William Williamson (R) |
| Az USA 70. kongresszusa (1927–1929)  | Charles A. Christopherson (R) | Royal C. Johnson (R)     | William Williamson (R) |
| Az USA 71. kongresszusa (1929–1931)  | Charles A. Christopherson (R) | Royal C. Johnson (R)     | William Williamson (R) |
| Az USA 72. kongresszusa (1931–1933)  | Charles A. Christopherson (R) | Royal C. Johnson (R)     | William Williamson (R) |
| Az USA 73. kongresszusa (1933–1935)  | Fred H. Hildebrandt (D)       | Theodore B. Werner (D)   |                        |
| Az USA 74. kongresszusa (1935–1937)  | Fred H. Hildebrandt (D)       | Theodore B. Werner (D)   |                        |
| Az USA 75. kongresszusa (1937–1939)  | Fred H. Hildebrandt (D)       | Francis Case (R)         |                        |
| Az USA 76. kongresszusa (1939–1941)  | Karl E. Mundt (R)             | Francis Case (R)         |                        |
| Az USA 77. kongresszusa (1941–1943)  | Karl E. Mundt (R)             | Francis Case (R)         |                        |
| Az USA 78. kongresszusa (1943–1945)  | Karl E. Mundt (R)             | Francis Case (R)         |                        |
| Az USA 79. kongresszusa (1945–1947)  | Karl E. Mundt (R)             | Francis Case (R)         |                        |
| Az USA 80. kongresszusa (1947–1949)  | Karl E. Mundt (R)             | Francis Case (R)         |                        |
| Az USA 81. kongresszusa (1949–1951)  | Harold O. Lovre (R)           | Francis Case (R)         |                        |
| Az USA 82. kongresszusa (1951–1953)  | Harold O. Lovre (R)           | E. Y. Berry (R)          |                        |
| Az USA 83. kongresszusa (1953–1955)  | Harold O. Lovre (R)           | E. Y. Berry (R)          |                        |
| Az USA 84. kongresszusa (1955–1957)  | Harold O. Lovre (R)           | E. Y. Berry (R)          |                        |
| Az USA 85. kongresszusa (1957–1959)  | George McGovern (D)           | E. Y. Berry (R)          |                        |
| Az USA 86. kongresszusa (1959–1961)  | George McGovern (D)           | E. Y. Berry (R)          |                        |
| Az USA 87. kongresszusa (1961–1963)  | Ben Reifel (R)                | E. Y. Berry (R)          |                        |
| Az USA 88. kongresszusa (1963–1965)  | Ben Reifel (R)                | E. Y. Berry (R)          |                        |
| Az USA 89. kongresszusa (1965–1967)  | Ben Reifel (R)                | E. Y. Berry (R)          |                        |
| Az USA 90. kongresszusa (1967–1969)  | Ben Reifel (R)                | E. Y. Berry (R)          |                        |
| Az USA 91. kongresszusa (1969–1971)  | Ben Reifel (R)                | E. Y. Berry (R)          |                        |
| Az USA 92. kongresszusa (1971–1973)  | Frank E. Denholm (D)          | James Abourezk (D)       |                        |
| Az USA 93. kongresszusa (1973–1975)  | Frank E. Denholm (D)          | James Abdnor (R)         |                        |
| Az USA 94. kongresszusa (1975–1977)  | Larry Pressler (R)            | James Abdnor (R)         |                        |
| Az USA 95. kongresszusa (1977–1979)  | Larry Pressler (R)            | James Abdnor (R)         |                        |
| Az USA 96. kongresszusa (1979–1981)  | Tom Daschle (D)               | James Abdnor (R)         |                        |
| Az USA 97. kongresszusa (1981–1983)  | Tom Daschle (D)               | Clint Roberts (R)        |                        |
|                                      | Állami szinten                |                          |                        |
| Az USA 98. kongresszusa (1983–1985)  | Tom Daschle (D)               |                          |                        |
| Az USA 99. kongresszusa (1985–1987)  | Tom Daschle (D)               |                          |                        |
| Az USA 100. kongresszusa (1987–1989) | Tim Johnson (D)               |                          |                        |
| Az USA 101. kongresszusa (1989–1991) | Tim Johnson (D)               |                          |                        |
| Az USA 102. kongresszusa (1991–1993) | Tim Johnson (D)               |                          |                        |
| Az USA 103. kongresszusa (1993–1995) | Tim Johnson (D)               |                          |                        |
| Az USA 104. kongresszusa (1995–1997) | Tim Johnson (D)               |                          |                        |
| Az USA 105. kongresszusa (1997–1999) | John R. Thune (R)             |                          |                        |
| Az USA 106. kongresszusa (1999–2001) | John R. Thune (R)             |                          |                        |
| Az USA 107. kongresszusa (2001–2003) | John R. Thune (R)             |                          |                        |
| Az USA 108. kongresszusa (2003–2005) | Bill Janklow (R)              |                          |                        |
| Az USA 108. kongresszusa (2003–2005) | Stephanie Herseth Sandlin (D) |                          |                        |
| Az USA 109. kongresszusa (2005–2007) |                               |                          |                        |
| Az USA 110. kongresszusa (2007–2009) |                               |                          |                        |
| Az USA 111. kongresszusa (2009–2011) |                               |                          |                        |
| Az USA 112. kongresszusa (2011–2013) | Kristi Noem (R)               |                          |                        |
| Az USA 113. kongresszusa (2013–2015) | Kristi Noem (R)               |                          |                        |
| Az USA 114. kongresszusa (2015–2017) | Kristi Noem (R)               |                          |                        |

## Jelmagyarázat
| Know Nothing (Amerika-párt) (K-N)                  |
| Jackson-ellenes (Anti-J)–Nemzeti Republikánus (NR) |
| Adminisztráció-ellenes (Anti-Admin)                |
| Kőműves-ellenesek (Anti-M)                         |
| Konzervatív (Con)                                  |
| Demokrata (D)                                      |
| Dixiecrat–Államjog (SR)                            |
| Demokrata-Republikánus Párt (D-R)                  |
| Demokrata–Gazda–Munkáspárt (FL)                    |
| Föderalista (F)                                    |

| Szabad Demokrata (FS) |
| Ingyen Ezüst (FSv)    |
| Egyesülés (FU)        |
| Zöldhasú (GB)         |
| Zöld Párt (G)         |
| Jacksonian (J)        |
| Pártatlan Liga (NPL)  |
| Nullifier (N)         |
| Ellenzék (O)          |
| Populista (Pop)       |

| Adminisztráció-párti (Pro-Admin) |
| Progresszív (Prog)               |
| Szesztilalom (Proh)              |
| Helyreállító (Rea)               |
| Republikánus Párt (R)            |
| Szocialista (Soc)                |
| Unionista (U)                    |
| Whig (W)                         |
| Libertárius (L)                  |
| Függetlenek (I)                  |

## Életben lévő volt szenátorok
| Képviselő      | Hivatali idő | Osztály | Születési idő és életkor     |
| -------------- | ------------ | ------- | ---------------------------- |
| James Abourezk | 1973–1979    | 2       | 1931. február 24. (94 éves)  |
| Larry Pressler | 1979–1997    | 2       | 1942. március 29. (82 éves)  |
| Tom Daschle    | 1987–2005    | 3       | 1947. december 9. (77 éves)  |
| Tim Johnson    | 1997–2015    | 2       | 1946. december 28. (78 éves) |

## Életben lévő volt képviselők
| Képviselő                 | Hivatali idő | Születési dátum és életkor   |
| ------------------------- | ------------ | ---------------------------- |
| James Abourezk            | 1971–1973    | 1931. február 24. (94 éves)  |
| Larry Pressler            | 1975–1979    | 1942. március 29. (82 éves)  |
| Tom Daschle               | 1979–1987    | 1947. december 9. (77 éves)  |
| Clint Roberts             | 1981–1983    | 1935. január 30. (90 éves)   |
| Tim Johnson               | 1987–1997    | 1946. december 28. (78 éves) |
| John R. Thune             | 1997–2003    | 1961. január 7. (64 éves)    |
| Stephanie Herseth Sandlin | 2004–2011    | 1970. december 3. (54 éves)  |